# Cleoporus
Cleoporus là một chi bọ cánh cứng trong họ Chrysomelidae.
Chi này được Lefevre miêu tả khoa học năm 1884.

## Các loài
Các loài trong chi này gồm:
- Cleoporus dalatensis Medvedev, 1998
- Cleoporus lineatus Medvedev & Sprecher-Uebersax, 1999
- Cleoporus similis Medvedev & Eroshkina, 1985
- Cleoporus taynguensis Medvedev & Eroshkina, 1985
- Cleoporus trimaculatus Kimoto & Gressitt, 1982
- Cleoporus vietnamensis Medvedev & Eroshkina, 1985